# Suctobelbella acuta
Suctobelbella acuta är en kvalsterart som beskrevs av Chinone 2003. Suctobelbella acuta ingår i släktet Suctobelbella och familjen Suctobelbidae. Inga underarter finns listade i Catalogue of Life.